# Аеродром Симферопољ
Аеродром Симферопољ (IATA: SIP, ICAO: URFF) међународни је аеродром града Симферопоља на Криму, у Републици Крим (Русија).

## Положај
Међународни цивилни аеродром  се налази 17 километара северозападно од центра града Симферопоља у селу Укромноје.

## Приступ аеродрому
Тролејбуска линија 9 вози од аеродрома до железничке и аутобуске (Курортнаја) станице Симферопољ.
Међуградске тролејбуске линије 54 и 55 возе до градова Алушта, Јалта и летовалишта између њих на јужној обали Крима. Рута бр. 55 Симферопољ- Јалта , која је поново успостављена у априлу 2014, позната је као најдужа тролејбуска рута на свету.
Аеродром је директним аутобусним путем повезан са аутобуском станицом Севастопољ.